# Birkenfelde

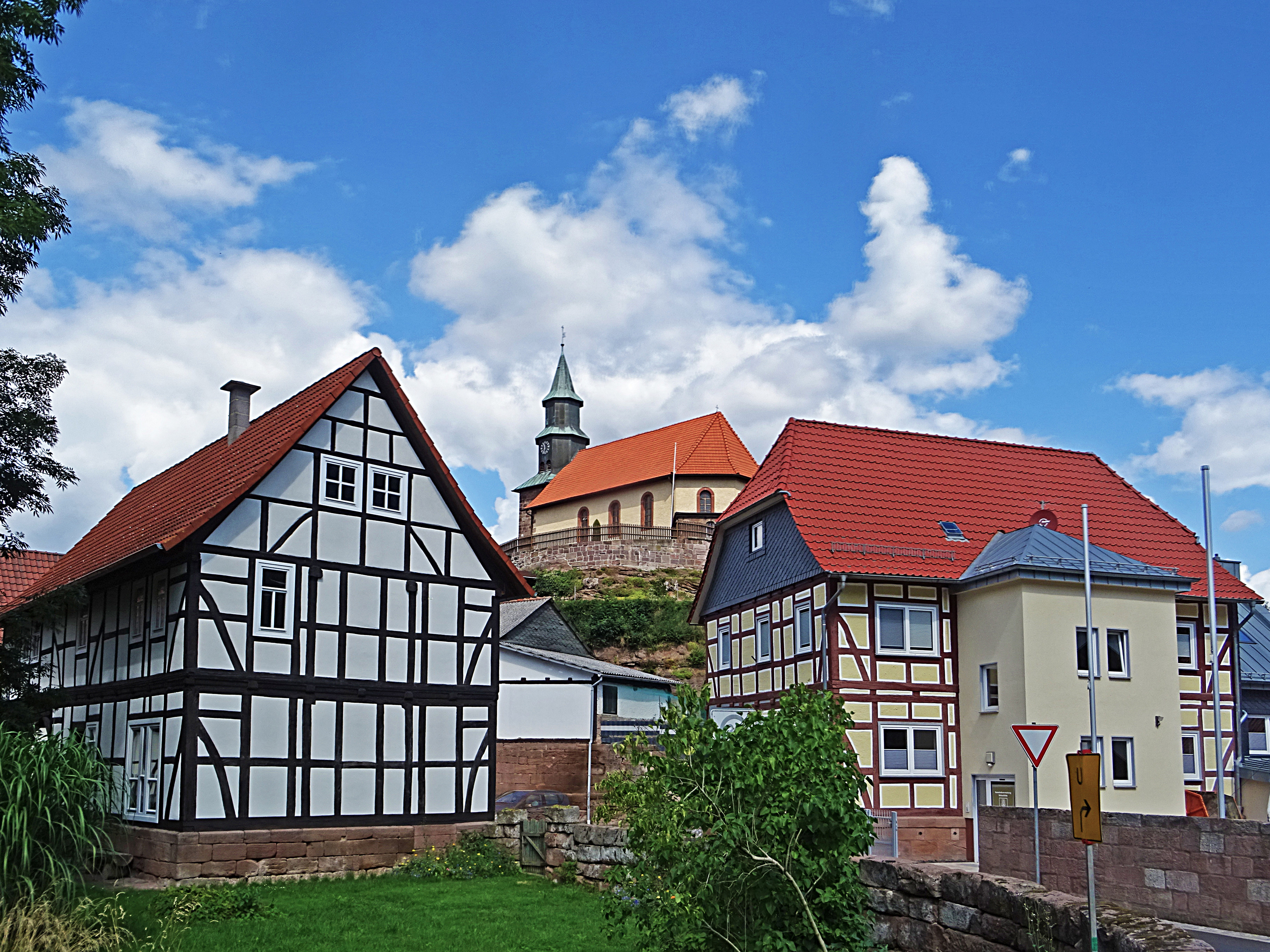
Kirche St. Leonard

Birkenfelde ist ein Ortsteil der Landgemeinde Uder im thüringischen Landkreis Eichsfeld.

## Geografie
Birkenfelde liegt in einem Tal, welches vom Iberg im Osten, dem Heiligenberg im Südwesten und der Hennefeste im Westen gebildet wird. Aufgrund des, auf der Hennefeste entspringenden Birkenbachs wird das Tal auch als Birkenbachtal bezeichnet.
Als typisches Haufendorf sind die Häuser um die im Mittelpunkt auf einem Sandsteinfelsen stehende Kirche angeordnet. Das Ortsbild ist geprägt von einfachen Fachwerkhäusern auf hohen, aus grob behauenen Sandsteinquadern bestehenden, Sockeln.
Zur Ortslage von Birkenfelde gehört noch das ungefähr einen Kilometer nordwestlich gelegene ehemalige Gut Rumerode.

## Geschichte
Birkenfelde wurde erstmals 1055 in einer Urkunde des Mainzer Erzbischof Luitpold I. genannt. In dieser Belegstelle werden dem Petersstift zu Nörten neben anderen Dingen sechs Hufen Land vermacht. Als Zeugen wurden Hertwig und Siegfried de Birkenfeld 1209 erwähnt. Im Jahr 1313 übergab das Stift Nörten der Familie von Hanstein die Gerichtsbarkeit einer Dorfhälfte, die andere Hälfte gehörte als Mainzer Lehen dem bereits oben, nach dem Dorf benannten Rittergeschlecht von Berchinefeld und später den Herren von Linsingen.
Der Ort Birkenfelde gehörte bis zur Säkularisation 1802 zu Kurmainz. 1802 bis 1807 wurde der Ort preußisch und kam dann zum Königreich Westphalen. Ab 1815 war er Teil der preußischen Provinz Sachsen. 1909 entstand am Ort eine Niederlassung der Zigarrenindustrie.
In Birkenfelde und auf dem Gut Rumerode arbeiteten ab Sommer 1942 ukrainische und polnische Zwangsarbeiterinnen und Zwangsarbeiter.
Von 1945 bis 1949 gehörte der Ort zur Sowjetischen Besatzungszone, anschließend zur DDR. Von 1961 bis zur Wende und Wiedervereinigung 1989/1990 wurde Birkenfelde von der Sperrung der nahen innerdeutschen Grenze beeinträchtigt. Seit 1990 gehört der Ort zum wieder gegründeten Bundesland Thüringen.
Von den ehemals zwei in Birkenfelde bestehenden Rittergütern existiert nur noch der Karlshof (heute ein Alten- und Pflegeheim), der Steinerhof wurde nach der Enteignung im Rahmen der Bodenreform im Jahr 1948 abgerissen.
Am 21. Februar 1996 kaufte die Christliche Pfadfinderschaft Deutschlands einen denkmalgeschützten Vierseithof im Mitteldorf als Bundeszentrum, den sie seitdem saniert und ausbaut.
Seit dem 1. Februar 1992 gehörte die Gemeinde Birkenfelde der Verwaltungsgemeinschaft Uder an. Mit Auflösung dieser am 1. Januar 2024 wurde Birkenfelde ein Ortsteil der neugebildeten Landgemeinde Uder.

### Einwohnerentwicklung

Einwohnerentwicklung von Birkenfelde von 1668 bis 2017 nach nebenstehender Tabelle

Entwicklung der Einwohnerzahl (31. Dezember):
| - 1668: 536 - 1735: 394 - 1812: 284 - 1840: 628 - 1909: 527 - 1946: 1024 - 1963: 692 - 1979: 760 | - 1994: 575 - 1995: 571 - 1996: 562 - 1997: 589 - 1998: 598 - 1999: 600 - 2000: 602 - 2001: 613 | - 2002: 596 - 2003: 589 - 2004: 582 - 2005: 596 - 2006: 602 - 2007: 600 - 2008: 587 - 2009: 585 | - 2010: 601 - 2011: 588 - 2012: 589 - 2013: 582 - 2014: 573 - 2015: 567 - 2016: 571 - 2017: 550 | - 2018: 549 - 2019: 545 - 2020: 542 - 2021: 531 - 2022: 529 |

Datenquelle: Thüringer Landesamt für Statistik, Zur Geschichte der Iberg-Gemeinden: Thalwenden, Schönhagen, Birkenfelde 

## Politik

### Ehemaliger Gemeinderat
Der Gemeinderat von Birkenfelde setzte sich aus acht Gemeinderatsmitgliedern zusammen.
- CDU und Vereine: 8 Sitze

(Stand: Kommunalwahl am 25. Mai 2014)

### Ehemaliger Bürgermeister
Der ehrenamtliche Bürgermeister Adrian Grieß (CDU) wurde zuletzt am 5. Juni 2016 gewählt.

## Wappen
Blasonierung: „Auf silbernem Grund mit grünem Schildfuß, eine grüne Birke mit sieben silbernen Wurzeln im Schildfuß wurzelnd, die unteren Äste behängt mit einer schwarzen Kette und die Krone belegt mit einem Wappen, sechsmal von Rot und Blau geteilt, die blauen Balken belegt mit zweimal drei Linsen und einmal einer silbernen Linse.“
Die Birke steht für den Ortsnamen. Die sieben Wurzeln entsprechen den sieben Wüstungen (Hunrode, Rumerode, Schelmerode, Schwickschwende, Auf dem Rode, Mackenrode und Thunrichsberg), aus denen der Ort hervorging. Bei dem Wappen im Zentrum handelt es sich um das Familienwappen des Adelsgeschlechts derer von Linsingen. Die Kette steht für den Heiligen Leonhard, Namenspatron der Kirche.

## Wirtschaft und Infrastruktur

### Wasser und Abwasser
Die Trinkwasserver- und Abwasserentsorgung wurde auf den Zweckverband Wasserversorgung und Abwasserentsorgung Obereichsfeld übertragen.

## Kultur und Sehenswürdigkeiten

### Bauwerke
- Katholische Kirche St. Leonhard (erbaut von 1708 bis 1711)
- Karlshof (historisches Gebäude aus dem Jahr 1659)
- Maria-Hilf-Kapelle auf der Hennefeste (erbaut 1850)
- Kriegerdenkmal zu Ehren der Gefallenen und Vermissten des Ersten Weltkrieges (Einweihung am 7. August 1924 auf dem Anger, Umsetzung auf den Kirchhof 1950)
- Kriegerdenkmal zu Ehren der Gefallenen und Vermissten des Zweiten Weltkrieges auf dem Kirchhof
- Sport- und Vereinshaus Steinerhof

### Vereine
- Feuerwehrverein Birkenfelde 1864
- FSV Birkenfelde 1921
- Kirmesverein Birkenfelde 1994
- Christliche Pfadfinderschaft Deutschlands (Bundeshof)